# Psylliodes burangana
Psylliodes burangana es una especie de insecto coleóptero de la familia Chrysomelidae.
Fue descrita científicamente en 1981 por Chen & Wang.